# 蒙古野决明
蒙古野决明（学名：Thermopsis mongolica）为豆科野决明属下的一个种。种名mongolica意为蒙古的。 